# 標準舞
標準舞-摩登舞是運動舞蹈比赛中的一个项目群，参加比赛的运动员男士要着燕尾服西装，打领结，女士要着长裙，梳宴会正式发型。这个项目群中共包括華爾茲、維也納華爾滋、探戈、狐步和快步舞五项。比赛时裁判对参赛各对运动员不打分，只确定优胜顺序，最终根据总排名前三名胜出。